# Westerse tekst

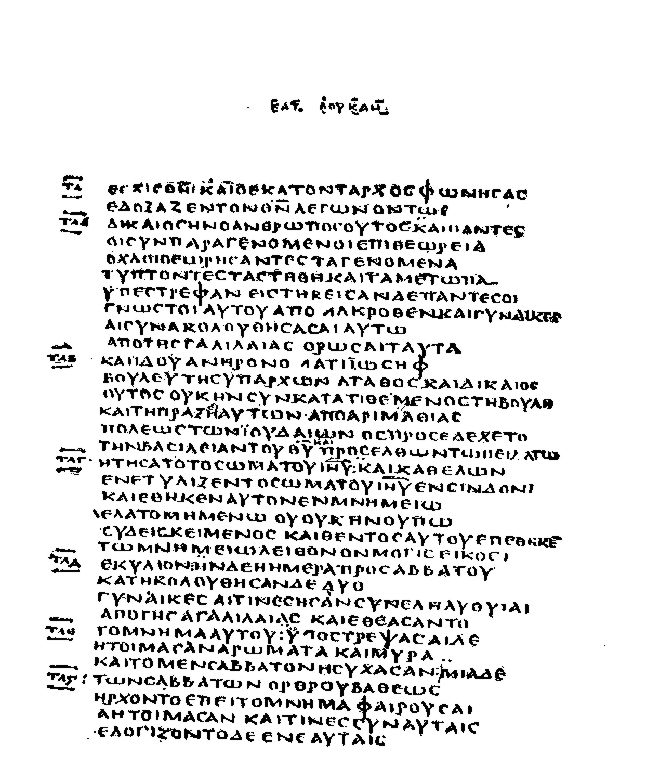
Pagina uit Codex Bezae, de belangrijkste vertegenwoordiger van de Westerse tekst

De Westerse tekst is een van de drie of vier families van de handschriften van het Nieuwe Testament.
Lacunes van de Westerse tekst: Mattheus 16:2-3; Lucas 22:43-44; Johannes 5:4; 7:53-8:11; 21:25; Romeinen 16:24.
Handschriften
| Symbool                           | Naam                  | Ouderdom | Inhoud                                 |
| --------------------------------- | --------------------- | -------- | -------------------------------------- |
| {\displaystyle {\mathfrak {P}}}37 | Papyrus 37            | ca. 300  | fragmenten van Matt 26                 |
| {\displaystyle {\mathfrak {P}}}38 | Papyrus Michigan      | c. 300   | fragmenten van Handelingen             |
| {\displaystyle {\mathfrak {P}}}48 | Papyrus 48            | 3e eeuw  | fragmenten van Handelingen 23          |
| {\displaystyle {\mathfrak {P}}}69 | Oxyrhynchus XXIV      | 3e eeuw  | fragmenten van Lucas 22                |
| 0171                              |                       | 4e eeuw  | fragmenten van Matt en Lucas           |
| (01) ﬡ                            | {Codex Sinaiticus}    | 4e eeuw  | Johannes 1,1–8,38                      |
| Dea (04)                          | Codex Bezae           | c. 400   | Evangeliën en Handelingen              |
| W (032)                           | Codex Washingtonianus | 5e eeuw  | Marcus 1,1–5,30                        |
| Dp (05)                           | Codex Claromontanus   | 6e eeuw  | Handelingen, CE, en Brieven van Paulus |
| Fp (010)                          | Codex Augiensis       | 9e eeuw  | Brieven van Paulus                     |
| Gp (012)                          | Codex Boernerianus    | 9e eeuw  | Brieven van Paulus                     |

Andere Handschriften
{\displaystyle {\mathfrak {P}}}25, {\displaystyle {\mathfrak {P}}}29 (?), {\displaystyle {\mathfrak {P}}}41, 066, 0177, 36, 88, 181, 255, 257, 338, 383, 440, 614, 913, 915, 917, 1108, 1245, 1518, 1611, 1739, 1836, 1874, 1898, 1912, 2138, 2298.